# Dornheim (Türingia)
Dornheim település Németországban, azon belül Türingiában. Lakosainak száma 562 fő (2023. december 31.).

## Népesség
A település népességének változása:
| Lakosok száma | 562  | 570  | 558  | 579  | 563  | 558  | 562  |
|               | 2010 | 2014 | 2017 | 2019 | 2021 | 2022 | 2023 |